# 広山尭道
広山 尭道（廣山 堯道、ひろやま ぎょうどう、1925年1月6日 - 2006年3月2日）は、日本の塩業史学者。

## 人物・来歴
塩業の盛んな兵庫県赤穂市に生まれる。大正大学文学部国文学科卒業。1974年「近世日本製塩技術史の研究」で大正大・文学博士。兵庫県立赤穂高等学校教諭、赤穂市立歴史博物館館長を務めた。日本歴史学会・日本塩業研究会会員。
2006年3月2日、呼吸不全のため死去。

## 著書
- 『赤穂塩業史』編著. 赤穂市, 1968
- 『播州赤穂の城と町』編著. 雄山閣出版, 1982.8
- 『日本製塩技術史の研究』雄山閣出版, 1983.2
- 『赤穂の製塩用具』編著. 赤穂市文化振興財団, 1989.4
- 『塩の日本史』雄山閣books 雄山閣出版, 1990.5
- 『近世日本の塩』編著. 雄山閣出版, 1997.9
- 『古代日本の塩』廣山謙介共著. 雄山閣, 2003.6